# Charlottenburg-Wilmersdorf

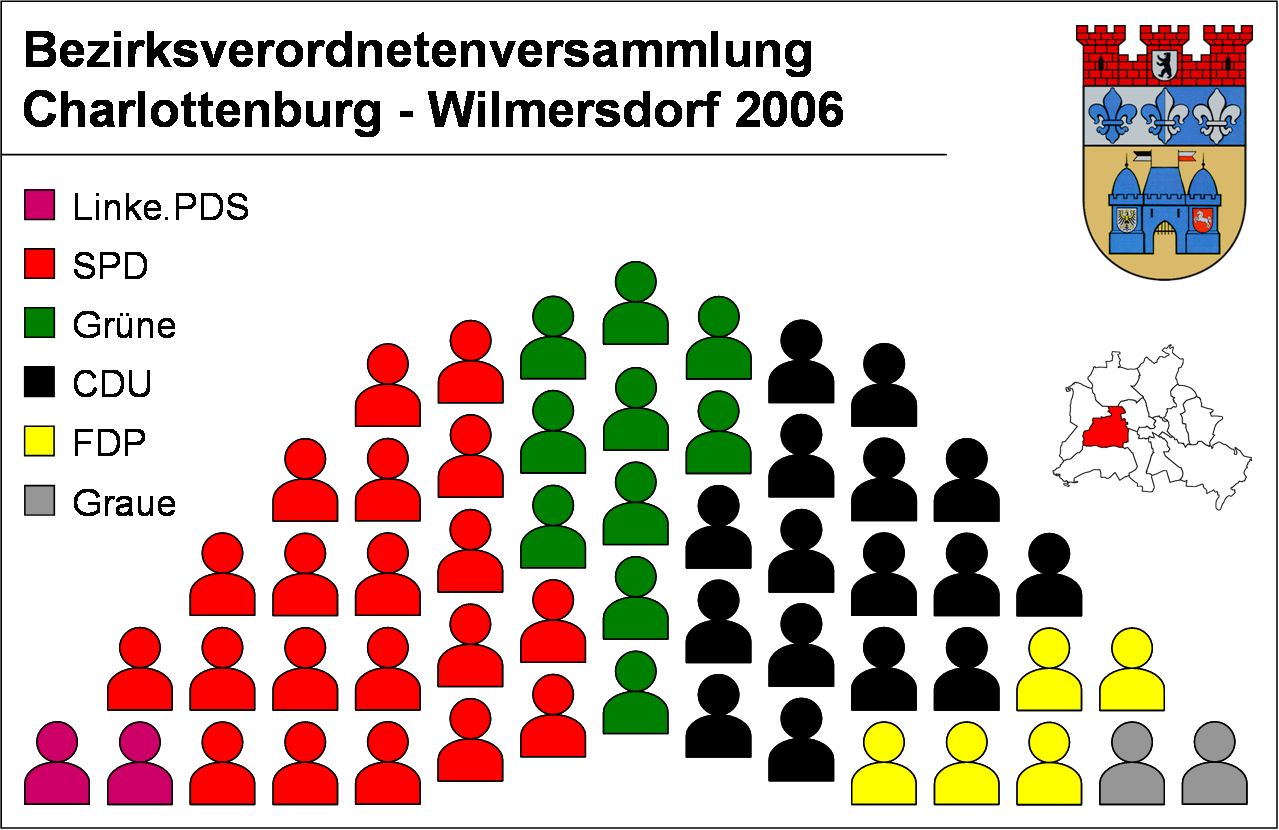

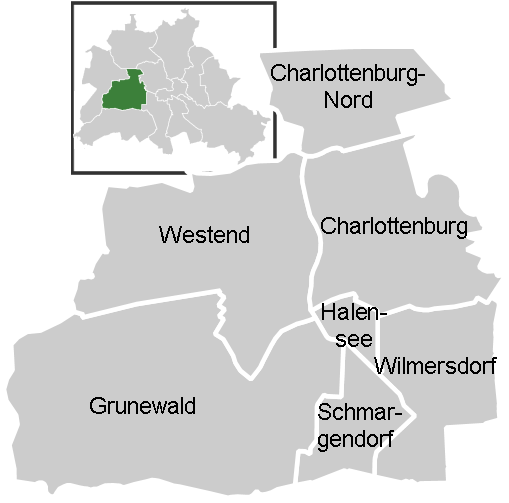
Localities of Charlottenburg-Wilmersdorf

Charlottenburg-Wilmersdorf là quận thứ tư của Berlin, Đức, được thành lập năm 2001 thông qua sáp nhập các quận Charlottenburg và Wilmersdorf.
Quận này là trung tâm cũ của Tây Berlin trước đây. Đại học Kỹ thuật Berlin (Technische Universität Berlin), Đại học Nghệ thuật Berlin (Universität der Künste), Deutsche Oper Berlin, Cung Charlottenburg và Sân vận động Olympic nằm ở quận Charlottenburg-Wilmersdorf.

## Các phường
- Charlottenburg
- Charlottenburg-Nord
- Grunewald
- Halensee
- Schmargendorf
- Westend
- Wilmersdorf

## Đô thị kết nghĩa

### Charlottenburg
- Bad Iburg, Đức từ năm 1980
- Budapest, V. kerület (Belváros), Hungary từ năm 1998
- London Borough of Lewisham, Anh since 1968
- Linz, Áo từ năm 1995
- Mannheim, Đức từ năm 1962
- Marburg-Biedenkopf từ năm 1991
- Or Yehuda, Israel từ năm 1966
- Trento, Ý từ năm 1966
- Waldeck-Frankenberg từ năm 1988

### Wilmersdorf
- Apeldoorn, Hà Lan từ năm 1968
- Forchheim quận, Đức từ năm 1991
- Gagny, Pháp từ năm 1992
- Gladsaxe, Đan Mạch từ năm 1968
- Karmiel, Israel từ năm 1985
- Kulmbach quận, Đức từ năm 1991
- Pecherskyi Raion, Kiev, Ukraina từ năm 1991
- Miedzyrzecz, Ba Lan từ năm 1993
- Minden, Đức từ năm 1968
- Rheingau-Taunus quận, Đức từ năm 1991
- Split, Croatia từ năm 1970
- Quận Sutton của Luân Đôn từ năm 1968